# Вольфсхайм (Рейнхессен)
Вольфсхайм (нем. Wolfsheim) — община в Германии, в земле Рейнланд-Пфальц.
Входит в состав района Майнц-Бинген. Подчиняется управлению Шпрендлинген-Гензинген. Население составляет 736 человек (на 31 декабря 2010 года). Занимает площадь 4,99 км².